# じもラジ
『じもラジ』は、コミュニティFM局「BAN-BANラジオ」が2007年4月に放送を開始したラジオ番組である。開始から9月までのタイトルは「ゆうがたじもとラジオ」で、10月に改称した。

## 概要
毎週月曜から木曜まで夕方16:00 - 18:57に生放送される（当日22:00 - 24:57に再放送）。サイマルラジオを通じて全国で聴取が可能である。
天気情報や神戸新聞NEWS、東播磨2市2町のタウンインフォメーションを随時、番組コーナーとして放送する。
祝日は「じもラジホリディ」と題して出演者を替えて時間を拡大して生放送される。BAN-BANテレビと同時生中継の特別番組も多数放送される。

## 出演者

### パーソナリティ
番組ではパーソナリティを『バンソナリティ』と呼ふ。
- 月曜日：平野智一（オリックス・バファローズDJ）
- 火曜日：河合康行（おはようコールABC出演者）
- 水曜日：上原絵理
- 木曜日：北原雅樹（元グレートチキンパワーズ）

### 過去の出演者
ゆうがたじもとラジオ出演者も含む。
- SAM（2007年4月 - 9月、火曜日担当）
- 京野伸悟（2007年4月 - 9月、最終木曜日担当）
- 代走みつくに（2007年10月 - 2010年3月、木曜日担当）
- 桂やすこ（2007年10月 - 2010年3月、木曜日担当）
- 林哲也（2007年10月 - 2012年3月、火曜日→木曜日担当）
- 福士幹朗（2012年4月 - 2013年3月、木曜日担当）
- 梶原良太（RYOTA）（2008年4月 - 2011年3月、月曜日→水曜日担当）
- 中西則善（2007年4月 - 2010年3月・2011年4月 - 2014年9月、木曜日→火曜日担当）